# Знаме на Бунта в Червена гора
Знамето на Бунта в Червена гора (на гръцки: Λάβαρο της επανάστασης του 1878) е гръцко революционно знаме от 1878 година, създадено по време на Четническото движение в Югозападна Македония, част от опита за Гръцко въстание в Македония.

## История
След Санстефанския договор от март 1878 година в населената с гърци южна част на Македония избухват серия бунтове. На 18 февруари в планината Червена гора (Вуринос) е образувано Временно правителство на македонската провинция Елимия. Председател е Йоанис Говедарос, секретар Анастасиос Пихеон. Гръцките бунтовници остават в планината 12 дена, след което прекратяват начинанието си поради провала на Олимпийското въстание и концентрацията на голяма османска армия в Кожани и Сервия. Знамето им е укрито в църквата „Свети Архангели“ в село Радовища (днес Родяни). През 80-те години на XX век знамето е дарено от община Родяни на Кожанския историко-етнографски и природонаучен музей.

## Описание
Знамето е дълго 1,36 m и широко 1 m. Състои се от плат с нюанси на бяло и синьо. В края на знамето има шест платнени върха, от които са запазени пет. Различни символи – два кръста, кръгове и полукръгове с лъчи – са оформени с допълнителен плат върху знамето.